# 奥林匹克运动会短道速滑奖牌得主列表
短道速滑自1992年成为冬季奥林匹克运动会正式项目，起初仅设4个小项。1994年增设男子500米和女子1000米两个小项。2002年又增设男子1500米和女子1500米两个小项。2022年增设男女混合2000米接力。
維克多·安是短道速滑成为冬奥项目以来，金牌表现最好的短道速滑选手，他一共获得六枚金牌；阿里安娜·方塔纳则是奖牌总数最多的短道选手，一共获得2金、4银、5铜，共11枚奖牌。

## 男子

### 500公尺
| 賽事               | 金牌                        | 银牌                                              | 铜牌                                   |
| 1994 利勒哈默爾    | 蔡智薰 · 韩国（KOR）        | 米尔科·维耶尔曼 · 意大利（ITA）                   | 尼基·古奇 · 英国（GBR）                |
| 1998 長野          | 西谷岳文 · 日本（JPN）      | 安玉龙 · 中国（CHN）                              | 植松仁 · 日本（JPN）                   |
| 2002 鹽湖城        | 马克·加尼翁 · 加拿大（CAN） | 若纳唐·吉尔梅特 · 加拿大（CAN）                   | 拉斯蒂·史密斯 · 美国（USA）            |
| 2006 杜林          | 阿波罗·大野 · 美国（USA）   | 弗朗索瓦-路易·特朗布莱 · 加拿大（CAN）            | 安贤洙 · 韩国（KOR）                   |
| 2010 溫哥華        | 夏尔·阿默兰 · 加拿大（CAN） | 成始柏 · 韩国（KOR）                              | 弗朗索瓦-路易·特朗布莱 · 加拿大（CAN） |
| 2014 索契          | 維克多·安 · 俄罗斯（RUS）   | 武大靖 · 中国（CHN）                              | 夏尔·库尔努瓦耶 · 加拿大（CAN）        |
| 2018 平昌 （詳細） | 武大靖 · 中国（CHN）        | 黄大宪 · 韩国（KOR）                              | 林孝俊 · 韩国（KOR）                   |
| 2022 北京 （詳細） | 刘少昂 · 匈牙利（HUN）      | 康斯坦丁·伊夫利耶夫 · 俄罗斯奥林匹克委员会（ROC） | 史蒂文·迪布瓦 · 加拿大（CAN）          |

### 1000公尺
| 賽事               | 金牌                            | 银牌                                    | 铜牌                            |
| 1992 阿爾貝維爾    | 金琪焄 · 韩国（KOR）            | 弗雷德里克·布莱克本 · 加拿大（CAN）     | 李准鎬 · 韩国（KOR）            |
| 1994 利勒哈默爾    | 金琪焄 · 韩国（KOR）            | 蔡智薰 · 韩国（KOR）                    | 马克·加尼翁 · 加拿大（CAN）     |
| 1998 長野          | 金東聖 · 韩国（KOR）            | 李佳军 · 中国（CHN）                    | 埃里克·贝达尔 · 加拿大（CAN）   |
| 2002 鹽湖城        | 斯蒂芬·布拉德伯里 · （AUS）     | 阿波罗·大野 · 美国（USA）               | 马蒂厄·蒂尔科特 · 加拿大（CAN） |
| 2006 杜林          | 安賢洙 · 韩国（KOR）            | 李昊錫 · 韩国（KOR）                    | 阿波罗·大野 · 美国（USA）       |
| 2010 溫哥華        | 李政洙 · 韩国（KOR）            | 李昊錫 · 韩国（KOR）                    | 阿波罗·大野 · 美国（USA）       |
| 2014 索契          | 維克多·安 · 俄罗斯（RUS）       | 弗拉基米尔·格里戈里耶夫 · 俄罗斯（RUS） | 辛基·克奈格特 · 荷兰（NED）     |
| 2018 平昌 （詳細） | 萨米埃尔·吉拉尔 · 加拿大（CAN） | 约翰-亨利·克鲁格 · 美国（USA）          | 徐怡拉 · 韩国（KOR）            |
| 2022 北京 （詳細） | 任子威 · 中国（CHN）            | 李文龙 · 中国（CHN）                    | 刘少昂 · 匈牙利（HUN）          |

### 1500公尺
| 賽事               | 金牌                        | 银牌                          | 铜牌                                              |
| 2002 鹽湖城        | 阿波罗·大野 · 美国（USA）   | 李佳军 · 中国（CHN）          | 马克·加尼翁 · 加拿大（CAN）                       |
| 2006 杜林          | 安賢洙 · 韩国（KOR）        | 李昊錫 · 韩国（KOR）          | 李佳军 · 中国（CHN）                              |
| 2010 溫哥華        | 李政洙 · 韩国（KOR）        | 阿波罗·大野 · 美国（USA）     | 傑·亞·塞斯基 · 美国（USA）                        |
| 2014 索契 （詳細） | 夏尔·阿默兰 · 加拿大（CAN） | 韩天宇 · 中国（CHN）          | 維克多·安 · 俄罗斯（RUS）                         |
| 2018 平昌 （詳細） | 林孝俊 · 韩国（KOR）        | 辛基·克奈格特 · 荷兰（NED）   | 谢苗·叶利斯特拉托夫 · 俄罗斯奥林匹克运动员（OAR） |
| 2022 北京 （詳細） | 黄大宪 · 韩国（KOR）        | 史蒂文·迪布瓦 · 加拿大（CAN） | 谢苗·叶利斯特拉托夫 · 俄罗斯奥林匹克委员会（ROC） |

### 5000公尺接力
| 賽事               | 金牌 | 银牌 | 铜牌                                                                              |
| 1992 阿爾貝維爾    | 韩国（KOR） · 金琪焄 · 李准鎬 · 牟智洙 · 宋在根                                                          | 加拿大（CAN） · 弗雷德里克·布莱克本 · 洛朗·戴尼奥 · 米歇尔·戴尼奥 · 西尔万·加尼翁 · 马克·拉基                 | 日本（JPN） · 赤坂雄一 · 石原辰義 · 河合季信 · 川崎努                             |
| 1994 利勒哈默爾    | 意大利（ITA） · 毛里齐奥·卡尔尼诺 · 奥拉齐奥·法戈内 · 胡戈·赫恩霍夫 · 米尔科·维耶尔曼                    | 美国（USA） · 兰迪·巴茨 · 约翰·科伊尔 · 埃里克·弗莱姆 · 安德鲁·加贝尔                                         | （AUS） · 斯蒂芬·布拉德伯里 · 基兰·汉森 · 安德鲁·默撒 · 理查德·尼齐尔斯基         |
| 1998 長野          | 加拿大（CAN） · 埃里克·贝达尔 · 德里克·坎贝尔 · 弗朗索瓦·德罗莱 · 马克·加尼翁                            | 韩国（KOR） · 蔡智薰 · 李浚煥 · Lee Ho-Eung · 金東聖                                                          | 中国（CHN） · 李佳军 · 馮凱 · 袁野 · 安玉龙                                       |
| 2002 鹽湖城        | 加拿大（CAN） · 埃里克·贝达尔 · 马克·加尼翁 · 若纳唐·吉尔梅特 · 弗朗索瓦-路易·特朗布莱 · 马蒂厄·蒂尔科特 | 意大利（ITA） · 米凯莱·安东尼奥利 · 毛里齐奥·卡尔尼诺 · 法比奥·卡尔塔 · 尼古拉·弗兰切斯基纳 · 尼古拉·罗迪加里 | 中国（CHN） · 安玉龙 · 馮凱 · 郭偉 · 李佳军 · 李野                                |
| 2006 杜林          | 韩国（KOR） · 安贤洙 · 李昊錫 · 吳世種 · 徐昊辰 · 宋錫雨                                                 | 加拿大（CAN） · 埃里克·贝达尔 · 若纳唐·吉尔梅特 · 夏尔·阿默兰 · 弗朗索瓦-路易·特朗布莱 · 马蒂厄·蒂尔科特      | 美国（USA） · 亚历克斯·伊齐科夫斯基 · J·P·凯普卡 · 阿波罗·大野 · 拉斯蒂·史密斯    |
| 2010 溫哥華        | 加拿大（CAN） · 夏尔·阿默兰 · 弗朗索瓦·阿默兰 · 奥利维耶·让 · 弗朗索瓦-路易·特朗布莱 · 纪尧姆·巴斯蒂耶   | 韩国（KOR） · 郭潤起 · 李昊錫 · 李政洙 · 成始柏 · 金成一                                                      | 美国（USA） · 傑·亞·塞斯基 · 特拉维斯·杰纳 · 乔丹·马隆 · 阿波罗·大野 · 西蒙·赵    |
| 2014 索契          | 俄罗斯（RUS） · 維克多·安 · 谢苗·叶利斯特拉托夫 · 弗拉基米尔·格里戈里耶夫 · 魯斯蘭·扎哈羅夫              | 美国（USA） · 埃迪·阿尔瓦雷斯 · 杰·亚·塞斯基 · 克里斯·克里夫林 · 乔丹·马隆                                    | 中国（CHN） · 陳德全 · 韩天宇 · 石竟男 · 武大靖                                   |
| 2018 平昌 （詳細） | 匈牙利（HUN） · 刘少昂 · 刘少林 · 克诺赫·维克托 · 布里扬·乔鲍                                            | 中国（CHN） · 武大靖 · 韩天宇 · 陈德全 · 许宏志 · 任子威                                                      | 加拿大（CAN） · 萨米埃尔·吉拉尔 · 夏尔·阿默兰 · 夏尔·库尔努瓦耶 · 帕斯卡尔·迪翁   |
| 2022 北京 （詳細） | 加拿大（CAN） · 夏尔·阿默兰 · 史蒂文·迪布瓦 · 若爾當·皮埃爾-吉勒 · 帕斯卡尔·迪翁 · 馬克西姆·勞恩         | 韩国（KOR） · 李俊瑞 · 黄大宪 · 郭潤起 · 朴章爀 · 金東昱                                                      | 意大利（ITA） · 彼得罗·西盖尔 · 尤里·孔福爾托拉 · 托馬索·多蒂 · 安德烈亞·卡西內利 |

## 女子

### 500公尺
| 賽事               | 金牌                            | 银牌                                  | 铜牌                               |
| 1992 阿爾貝維爾    | 凯茜·特纳 · 美国（USA）         | 李琰 · 中国（CHN）                    | 黄玉石 · 朝鲜（PRK）               |
| 1994 利勒哈默爾    | 凯茜·特纳 · 美国（USA）         | 张艳梅 · 中国（CHN）                  | 埃米·彼得森 · 美国（USA）          |
| 1998 長野          | 安妮·佩罗 · 加拿大（CAN）       | 楊陽 · 中国（CHN）                    | 全利卿 · 韩国（KOR）               |
| 2002 鹽湖城        | 楊揚 · 中国（CHN）              | 艾芙金妮亚·拉达诺娃 · 保加利亚（BUL） | 王春露 · 中国（CHN）               |
| 2006 杜林          | 王濛 · 中国（CHN）              | 艾芙金妮亚·拉达诺娃 · 保加利亚（BUL） | 阿努克·勒布朗-布歇 · 加拿大（CAN） |
| 2010 溫哥華        | 王濛 · 中国（CHN）              | 玛丽安尼·桑特-克莱 · 加拿大（CAN）    | 阿莉安娜·方塔娜 · 意大利（ITA）    |
| 2014 索契          | 李堅柔 · 中国（CHN）            | 阿莉安娜·方塔娜 · 意大利（ITA）       | 朴胜羲 · 韩国（KOR）               |
| 2018 平昌 （詳細） | 阿莉安娜·方塔娜 · 意大利（ITA） | 婭拉·范克爾霍夫 · 荷兰（NED）         | 基姆·布廷 · 加拿大（CAN）          |
| 2022 北京 （詳細） | 阿里安娜·丰塔纳 · 意大利（ITA） | 苏珊妮·许尔廷 · 荷兰（NED）           | 基姆·布廷 · 加拿大（CAN）          |

### 1000公尺
| 賽事               | 金牌                        | 银牌                          | 铜牌                            |
| 1994 利勒哈默爾    | 全利卿 · 韩国（KOR）        | 纳塔莉·朗贝尔 · 加拿大（CAN） | 金昭希 · 韩国（KOR）            |
| 1998 長野          | 全利卿 · 韩国（KOR）        | 楊陽 · 中国（CHN）            | 元蕙敬 · 韩国（KOR）            |
| 2002 鹽湖城        | 楊揚 · 中国（CHN）          | 高基铉 · 韩国（KOR）          | 楊陽 · 中国（CHN）              |
| 2006 杜林          | 陈善有 · 韩国（KOR）        | 王濛 · 中国（CHN）            | 楊揚 · 中国（CHN）              |
| 2010 溫哥華        | 王濛 · 中国（CHN）          | 凯瑟琳·罗伊特 · 美国（USA）   | 朴胜羲 · 韩国（KOR）            |
| 2014 索契          | 朴胜羲 · 韩国（KOR）        | 范可新 · 中国（CHN）          | 沈錫希 · 韩国（KOR）            |
| 2018 平昌 （詳細） | 苏珊妮·许尔廷 · 荷兰（NED） | 基姆·布廷 · 加拿大（CAN）     | 阿里安娜·丰塔纳 · 意大利（ITA） |
| 2022 北京 （詳細） | 苏珊妮·许尔廷 · 荷兰（NED） | 崔珉禎 · 韩国（KOR）          | 漢內·德斯梅特 · 比利时（BEL）   |

### 1500公尺
| 賽事               | 金牌                 | 银牌                            | 铜牌                                  |
| 2002 鹽湖城        | 高基铉 · 韩国（KOR） | 崔恩景 · 韩国（KOR）            | 艾芙金妮亚·拉达诺娃 · 保加利亚（BUL） |
| 2006 杜林          | 陈善有 · 韩国（KOR） | 崔恩景 · 韩国（KOR）            | 王濛 · 中国（CHN）                    |
| 2010 溫哥華        | 周洋 · 中国（CHN）   | 李银别 · 韩国（KOR）            | 朴胜羲 · 韩国（KOR）                  |
| 2014 索契          | 周洋 · 中国（CHN）   | 沈錫希 · 韩国（KOR）            | 阿莉安娜·方塔娜 · 意大利（ITA）       |
| 2018 平昌 （詳細） | 崔珉禎 · 韩国（KOR） | 李靳宇 · 中国（CHN）            | 基姆·布廷 · 加拿大（CAN）             |
| 2022 北京 （詳細） | 崔珉禎 · 韩国（KOR） | 阿里安娜·丰塔纳 · 意大利（ITA） | 苏珊妮·许尔廷 · 荷兰（NED）           |

### 3000公尺接力
| 賽事               | 金牌                                                                            | 银牌                                                                                             | 铜牌                                                                                              |
| 1992 阿爾貝維爾    | 加拿大（CAN） · 安热拉·屈特罗纳 · 茜尔维·戴格尔 · 纳塔莉·朗贝尔 · 安妮·佩罗     | 美国（USA） · 达茜·多纳尔 · 埃米·彼得森 · 凯茜·特纳 · 妮基·齐格尔迈耶                            | 独联体（EUN） · Yuliya Allagulova · Natalya Isakova · Viktoriya Taranina · Yuliya Vlasova         |
| 1994 利勒哈默爾    | 韩国（KOR） · 全利卿 · 金昭希 · 金润美 · 元蕙敬                                 | 加拿大（CAN） · 克里斯蒂娜·布德里亚 · 伊莎贝尔·沙雷 · 茜尔维·戴格尔 · 纳塔莉·朗贝尔              | 美国（USA） · 卡伦·卡什曼 · 埃米·彼得森 · 凯茜·特纳 · 妮基·齐格尔迈耶                             |
| 1998 長野          | 韩国（KOR） · 全利卿 · 元蕙敬 · 安尚美 · 金润美                                 | 中国（CHN） · 孙丹丹 · 王春露 · 楊揚 · 楊陽                                                      | 加拿大（CAN） · 克里斯蒂娜·布德里亚 · 伊莎贝尔·沙雷 · 安妮·佩罗 · 塔尼娅·维桑                     |
| 2002 鹽湖城        | 韩国（KOR） · 崔恩景 · 崔敏敬 · 朱敏真 · 朴慧园                                 | 中国（CHN） · 孙丹丹 · 王春露 · 楊揚 · 楊陽                                                      | 加拿大（CAN） · 伊莎贝尔·沙雷 · 玛丽-夏娃·德罗雷 · 阿梅莉·古莱-纳东 · 阿兰娜·克劳斯 · 塔尼娅·维桑 |
| 2006 杜林          | 韩国（KOR） · 边千思 · 崔恩景 · 全多慧 · 陈善有 · 姜允美                        | 加拿大（CAN） · 阿兰娜·克劳斯 · 阿努克·勒布朗-布歇 · 阿曼达·奥弗兰 · 卡琳娜·罗白日 · 塔尼娅·维桑 | 意大利（ITA） · 玛尔塔·卡普尔索 · 阿里安娜·丰塔纳 · 卡蒂娅·齐尼 · 玛拉·齐尼                       |
| 2010 溫哥華        | 中国（CHN） · 孙琳琳 · 王濛 · 张会 · 周洋 ·                                     | 加拿大（CAN） · 杰茜卡·格雷格 · 卡琳娜·罗白日 · 玛丽安尼·桑特-克莱 · 塔尼娅·维桑 ·               | 美国（USA） · 埃里森·贝沃 · 艾莉森·杜德克 · 拉娜·格林 · 凯瑟琳·罗伊特 · 金伯莉·德里克             |
| 2014 索契          | 韩国（KOR） · 沈錫希 · 朴胜羲 · 赵海利 · 金雅朗 · 孔尚贞                        | 加拿大（CAN） · 玛丽-夏娃·德罗雷 · 杰茜卡·休伊特 · 瓦莱里·马太 · 玛丽安尼·桑特-克莱              | 意大利（ITA） · 阿莉安娜·方塔娜 · 露西娅·佩雷蒂 · 马丁娜·瓦尔切皮纳 · 埃莱娜·维维亚尼             |
| 2018 平昌 （詳細） | 韩国（KOR） · 沈錫希 · 崔珉禎 · 金藝珍 · 金雅朗 · 李有彬                        | 意大利（ITA） · 阿莉安娜·方塔娜 · 露西娅·佩雷蒂 · 切奇利娅·马费伊 · 马丁娜·瓦尔切皮纳            | 荷兰（NED） · 苏珊妮·许尔廷 · 婭拉·范克爾霍夫 · 拉拉·范雷芬 · 约琳·特莫尔斯                       |
| 2022 北京 （詳細） | 荷兰（NED） · 苏珊妮·许尔廷 · 塞爾瑪·保茨馬 · 桑德拉·貝爾塞伯 · 婭拉·范克爾霍夫 | 韩国（KOR） · 徐輝旻 · 崔珉禎 · 金雅朗 · 李有彬                                                  | 中国（CHN） · 范可新 · 曲春雨 · 张楚桐 · 张雨婷 · 韩雨桐                                          |

## 混合

### 2000米接力
| 賽事               | 金牌                                                     | 银牌 | 铜牌                                                                                 |
| 2022 北京 （詳細） | 中国（CHN） · 曲春雨 · 范可新 · 武大靖 · 任子威 · 张雨婷 | 意大利（ITA） · 阿里安娜·丰塔纳 · 马丁娜·瓦尔切皮纳 · 彼得罗·西盖尔 · 安德烈亞·卡西內利 · 阿里安娜·瓦爾切皮納 · 尤里·孔福爾托拉 | 匈牙利（HUN） · 亞薩帕蒂·彼得拉 · 科尼亞·佐菲婭 · 刘少昂 · 刘少林 · 约翰-亨利·克鲁格 |

## 外部連結
- Short Track Speed Skating - Olympics at Sports-reference.com
- Olympic Review and Revue Olympique. LA84 Foundation